# 가장 큰 도서관 목록
다음은 세계에서 가장 큰 도서관 목록이다. 2008년 이후 자료를 기준으로 소장자료가 1500만 이상에 달하는 도서관만을 간추렸으며, 비교를 위해 대한민국의 국립중앙도서관을 추가하였다.

## 목록
| 이름                               | 국가           | 위치                      | 소장자료 총수 | 연간 방문객 | 예산              | 직원수           |
| ---------------------------------- | -------------- | ------------------------- | ------------- | ----------- | ----------------- | ---------------- |
| 미국 국회도서관                    | 미국           | 워싱턴 D.C.               | 1억 6400만+   | 180만 명    | 6억 4204만 달러   | 3149             |
| 대영도서관                         | 영국           | 런던 / 보스턴스파         | 1억 5000만+   | 175만 명    | 1억 4100만 파운드 | 1977             |
| 캐나다 국립 도서기록관             | 캐나다         | 오타와                    | 5400만        |             | 1억 1690만 달러   | 874              |
| 뉴욕 공공 도서관                   | 미국           | 뉴욕                      | 5310만        | 1800만      | 2억 5000만 달러   | 2937             |
| 러시아 국립도서관                  | 러시아         | 모스크바                  | 4440만        | 117만 명    | 16억 4000만 루블  | 1972             |
| 일본 국립국회도서관                | 일본           | 도쿄 / 교토               | 4188만        | 654,000명   | 218억 엔          | 908              |
| 프랑스 국립도서관                  | 프랑스         | 파리                      | 4000만        | 130만 명    | 2억 5400만 유로   | 2668             |
| 러시아 국립도서관                  | 러시아         | 상트페테르부르크          | 3650만        | 100만 명    |                   |                  |
| 덴마크 왕립도서관                  | 덴마크         | 코펜하겐                  | 3510만        | 850,000명   | 3억 8590만 크로네 | 492.5 (총 610명) |
| 중국국가도서관                     | 중화인민공화국 | 베이징                    | 3510만        | 520만 명    |                   | 1365             |
| 스페인 국립도서관                  | 스페인         | 마드리드                  | 3310만        |             | 2920만 유로       | 482              |
| 독일 국립도서관                    | 독일           | 라이프치히 / 프랑크푸르트 | 3270만        | 188,279명   | 523만 유로        | 633              |
| 러시아 과학 아카데미 도서관        | 러시아         | 상트페테르부르크          | 2650만        |             |                   |                  |
| 베를린 주립도서관                  | 독일           | 베를린                    | 2340만        | 140만 명    |                   |                  |
| 보스턴 공공도서관                  | 미국           | 보스턴                    | 2240만        |             | 3890만 달러       |                  |
| 뉴욕 주립 도서관                   | 미국           | 올버니                    | 2000만        |             |                   |                  |
| 하버드 대학교 도서관               | 미국           | 케임브리지                | 1890만        |             |                   | 922              |
| 스웨덴 국립도서관                  | 스웨덴         | 스톡홀름                  | 1800만        |             | 3억 6450만 크로네 |                  |
| 베르나드스키 우크라이나 국립도서관 | 우크라이나     | 키예프                    | 1500만        | 500,000명   | 5030만 흐리우냐   | 900              |
| 국립중앙도서관                     | 대한민국       | 서울특별시                | 1100만+       | 136만 명    | 6817만 원         | 644              |

## 같이 보기
- 도서관